# Patellapis pulchrihirta
Patellapis pulchrihirta är en biart som först beskrevs av Cockerell 1933.  Patellapis pulchrihirta ingår i släktet Patellapis och familjen vägbin. Inga underarter finns listade i Catalogue of Life.